# ادرد
ادرد (به انگلیسی: Edred، به انگلیسی باستان: Eadred) (درگذشتهٔ ۲۳ نوامبر ۹۵۵) شاه انگلستان از ۹۴۶ تا ۹۵۵ بود و توانست نورثامبریا را برای همیشه به زیر فرمان انگلیسی‌ها درآورد.

## زندگی‌نامه
ادرد پسر ادوارد، شاه وسکس از همسر سومش ادگیوا، دختر سیگهلم، الدورمن کنت و برادر ناتنی شاه اتلستن (حکومت ۹۲۴–۹۳۹) و شاه ادموند اول (حکومت ۹۳۹–۹۴۶) بود. ادموند شاه انگلستان بود که در ۹۴۶ به قتل رسید و از آنجا که فرزندانش هنوز خردسال بودند به نفع عمویشان ادرد، که در آن زمان ۲۱ ساله بود کنار رفتند و ادرد پادشاه انگلستان شد.
با بر تخت نشستن ادرد، نورثامبریا نیز سلطهٔ او را پذیرفت اما دیری نگذشت که آنها اریک بلاداکس، پسر هارالد یکم نروژی را شاه خود اعلام کردند. از سوی دیگر ولفستان، اسقف خائن یورک، ادرد را تهدید نمود که به اریک خواهد پیوست. ادرد در پاسخ این تهدید سریعاً به سمت شمال لشکر کشید و نورثامبریا را مورد تاخت و تاز قرار داد. او ریپون را به آتش کشید و اریک را فراری داد. با این حال نیروهایش در کاسل‌فورد مورد حمله قرار گرفتند و ادرد به انتقام بار دیگر به نورثامبریا تاخت و آنجا را ویران نمود. این عکس‌العمل ادرد تأثیر خود را بر اهالی نورثامبریا گذاشت و آنها از اریک بلاداکس روی گردان شدند.
این واقعه در ۹۴۸ اتفاق افتاد و نورثامبریا تسلیم ادرد شد، اما آنها بار دیگر در ۹۴۹ دست به انتخاب شاه دیگری زدند و اولاف سیتریکسون اسکاندیناویایی را به فرمانروایی خود برگزیدند. با این حال در ۹۵۲ اولاف را هم از قدرت خلع و اریک بلاداکس را سرانجام بر تخت نشاندند. اما دیری نپایید که او نیز از سلطنت خلع و در نبردی در ۹۵۴ کشته شد. پس از آن اهالی نورثامبریا بار دیگر با ادرد بیعت نموده و سرسپردهٔ او شدند.
ادرد دوستی نزدیکی با دانستن، راهب بزرگ گلاستنبری (و بعدتر اسقف کانتربری) داشت و از احیای رهبانیت‌گرایی حمایت می‌نمود.
ادرد که در بیشتر طول زندگیش مبتلا به بیماری بود در ۲۳ نوامبر ۹۵۵ در کاخش در فروم واقع در سامرست درگذشت و در دژ وینچستر به‌خاک سپرده شد. . او که ازدواج نکرده بود فرزندی هم برای جانشینی نداشت و پس از او برادرزاده‌اش ادویگ، جانشین او شد.